# Wyethia angustifolia
Wyethia angustifolia là một loài thực vật có hoa trong họ Cúc. Loài này được (DC.) Nutt. miêu tả khoa học đầu tiên năm 1840.